# Павлодарское Прииртышье в годы Великой Отечественной войны

## Солдаты Павлодара
За 1941-45 из области в действующую армию было мобилизовано 40486 чел. Наиболее массовые мобилизации произошли во 2-й пол. 1941 (15 144 чел.) и в 1942 (12404 чел.). Потери на фронтах составили 21830 человек, то есть 53,9 %. Наиболее тяжелые пришлись на 1942 и 1943. (около 59 %). Павлодарцы принимали участие во всех крупнейших сражениях войны. Более 10 тыс. из них были удостоены боевых наград. 23 павлодарца получили звание Героя Сов. Союза, 8 человек стали полными Кавалерами ордена Славы.

## Военное обучение
В соответствии с постановлением ГКО СССР, в области проводилось всеобщее военное обучение мужчин в возрасте 16-50 лет, девушки занимались на курсах телефонисток, телеграфисток, радисток, медсестер, санинструкторов. Обучением военных было охвачено подавляющее большинство населения (напр. в совхозе «Шакат» — 75 %). В Павлодарской области были размещены эвакогоспитали № 2448 (Павлодар) и 3604 (Щербакты). Их обслуживающий персонал из павлодарцев приложил все усилия, чтобы абсолютно большая часть раненых и больных восстановила здоровье.

## Предприятия
Растет число промпредприятий области, особенно в 1942, когда были организованы 41 цех и 4 производства. Большая часть новых предприятий — пред¬приятия местной промышленности, удовлетворяющие потребность населения в товарах бытового назначения. Было налажено производство бумаги из соломы, обуви на деревянной подошве, глиняной посуды и т. п. Ассортимент бытовых изделий вырос до 100 наименований.
Существенные были изменения на предприятиях республиканского и союзного значения. Судоремонтные мастерские были преобразованы в судоремонтный завод 2-го разряда и стал вторым по объёму производства в бассейне верхнего Иртыша. Ведущим предприятием обл. стал завод «Октябрь», строившийся для военных нужд, но уже в 1944 давший продукцию основного профиля -запасные части для сельскохозяйственных машин.
В 1941 в Павлодар прибыло оборудование ремонтно-механических мастерских, меховой фабрики, которые дали продукцию уже в конце зимы 1941—1942. Развивали производство, предприятия добывающих отраслей: трест «Павлодарсоль», Шоптыкольская угольная шахта, Экибастузская и Жамантузская угольные копи. Комбинат «Майкаинзолото» вышел на третье место в стране. В 1945 в области было 80 предприятий союзного и республиканского и около 700 — обл. и местного значения. На предприятия пришли женщины, подростки, выполнявшие и перевыполнявшие задания. Были развернуты новые формы соцсоревнования: движения фронтовых бригад, «двух- сотников», «трехсотников», «четырехсотников» и др.

## Сельское-хозяйство
Село в годы войны лишилось основной части работников.
Для обеспечения и увеличения довоенных поставок с.- х. продукции были привлечены к труду малолетние сельчане, повышены нормы трудодней; привлечены предприятия Павлодара к ремонту с.-х. техники направлены жители городов, пос. на с.-х. работы. (Например, в 1942 более 17 тыс. чел, в 1944 — 15,3 тыс.). Велась борьба с потерями урожая; шло формирование « хлебного фонда Красной Армии» (за первый месяц 1942 передано из личных запасов 440 ц мяса, 24,4 тыс. л молока, 580 ц зерна, 325 ц картофеля и т. д.). Если обл. с планом поставок на 1941 не справлялась, то 1942 закончила с хорошими показателями. Суровая зима 1942-43 привела к сокращению поголовья скота на 13,6 %. В 1944 поголовье скота ещё несколько снизилось. Но был получен хороший урожай зерновых, план поставок в целом выполнен, а в 1945 — перевыполнен. Павлодарцы направили в освобожденные от оккупации районы 235 комбайнов, 45 тракторов, 40 автомобилей, 1235 рабочих лошадей и др.

## Депортация
В годы войны население Павлодарского Прииртышья пополнилось депортированными жителями Кавказа (чеченцы, ингуши и др.), немцами Поволжья. Несмотря на сложности, депортированные люди нашли своё место в области, взаимопонимание с местными жителями. На создание военной техники в государственные займы жители области за 4 года войны внесли 202 млн руб.
Павлодарцы отправили на фронт 104 вагона с теплыми вещами, оказывали помощь семьям фронтовиков, погибших на фронте. В трудные годы войны жители области проявили патриотизм и самоотверженность, неисчерпаемое терпение и гуманизм..